# Saudi Hawks
Los Saudi Hawks (en español: «Halcones Saudíes») son el equipo oficial de vuelo acrobático de las Reales Fuerzas Aéreas Saudíes, con sede en la Base Aérea Rey Faisal de Tabuk (Arabia Saudita), y que fue creado el 25 de junio de 1998. Emplean en sus exhibiciones aéreas seis aviones BAE Hawk.

## Aviones utilizados
| Avión    | Número | Periodo         |
| -------- | ------ | --------------- |
| BAE Hawk | 4      | 1998 — ¿?       |
| BAE Hawk | 6      | ¿? — actualidad |